# Allocasuarina littoralis
Espèce
Synonymes
- Basionyme
  - Casuarina littoralis Salisb., Prodr. Stirp. Chap. Allerton: 2 (1796).
- Hétérotypique
  - Casuarina ramuliflora Otto & A.Dietr., Allg. Gartenzeitung 9: 163 (1841).
  - Casuarina suberosa Otto & A.Dietr., Allg. Gartenzeitung 9: 155 (1841).
  - Casuarina leptoclada Miq., Nieuwe Verh. Eerste Kl. Kon. Ned. Inst. Wetensch. Amsterdam, ser. 2, 13: 41 (1848).
  - Casuarina moesta F.Muell. ex Miq., Ned. Kruidk. Arch. 4: 98 (1856).
  - Casuarina miquelii Hook.f. ex Miq. in A.P.de Candolle, Prodr. 16(2): 337 (1868).
  - Casuarina elegans Gentil, Pl. Cult. Serres Jard. Bot. Brux.: 48 (1907).
  - Casuarina filiformis Gentil, Pl. Cult. Serres Jard. Bot. Brux.: 48 (1907).
  - Casuarina suberosa var. typica Domin, Biblioth. Bot. 89: 2 (1921), nom. inval.

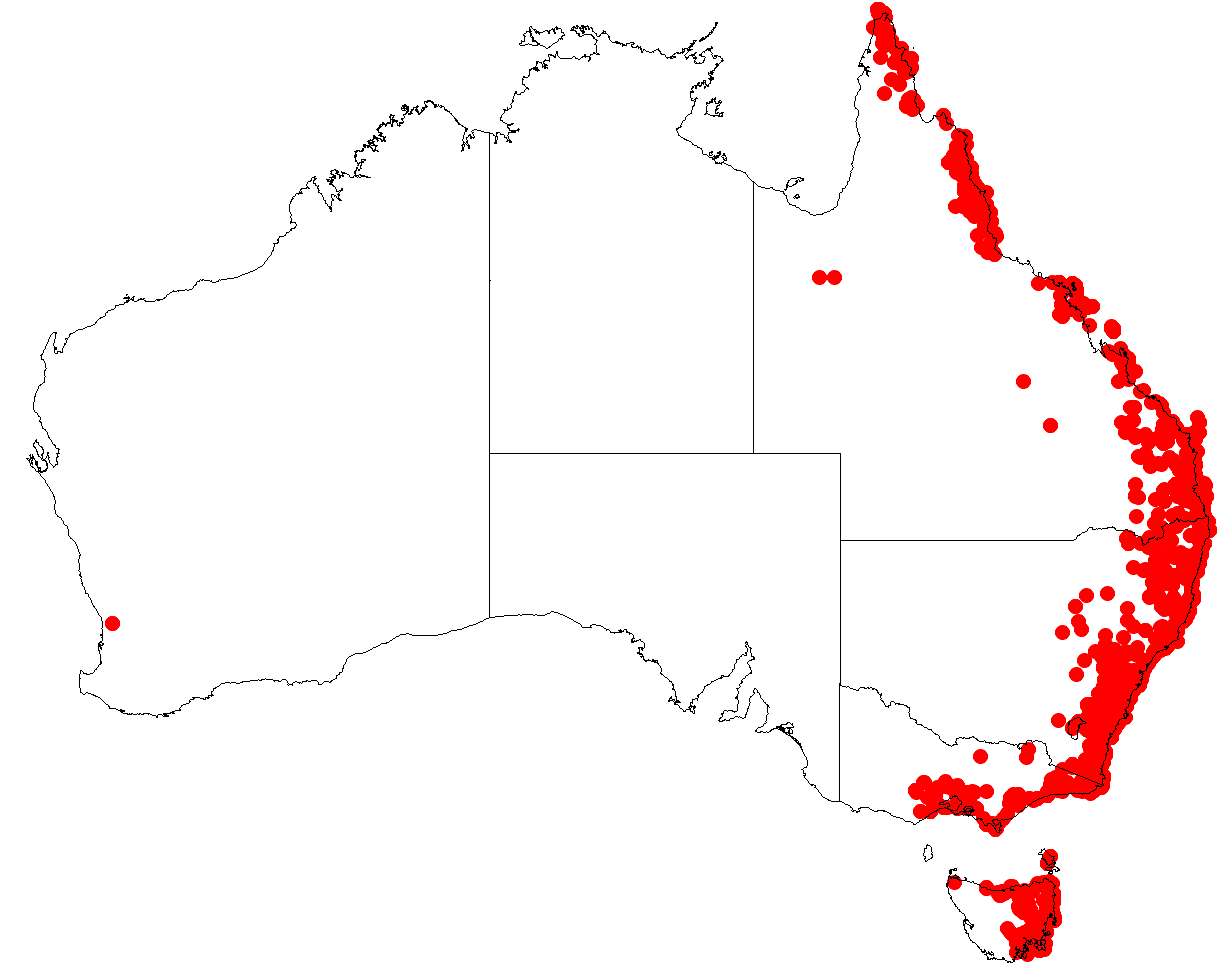
Distribution (Australasian Virtual Herbarium).

Allocasuarina littoralis est une espèce de plantes à fleurs de la famille des Casuarinaceae. C'est un arbre, proche des filaos, originaire d'Australie.
C'est un arbre de taille moyenne (habituellement jusqu'à 8 mètres, mais parfois 15 mètres) que l'on trouve aussi bien auprès des côtes qu'à l'intérieur des terres.

## Description
Arbre à feuilles persistantes, il est connu pour ses petites feuilles (5-8 cm de long pas plus de 4 mm de large) et est relativement à croissance rapide (jusqu'à 80 cm/an) ce qui rend très adapté à la plantation le long des routes. Les fleurs rouges apparaissent au printemps.

## Répartition
On le trouve à partir de la péninsule du cap York, au Queensland, en descendant vers le sud, le long de la côte et sur les plateaux adjacents jusqu'au Parc national Great Otway au Victoria et sur la côte est de la Tasmanie au sud de Hobart.
Il pousse dans les savanes boisées et parfois dans les landes de grande hauteur.
Il prospère dans les sols sablonneux et les autres terrains pauvres.

## Galerie

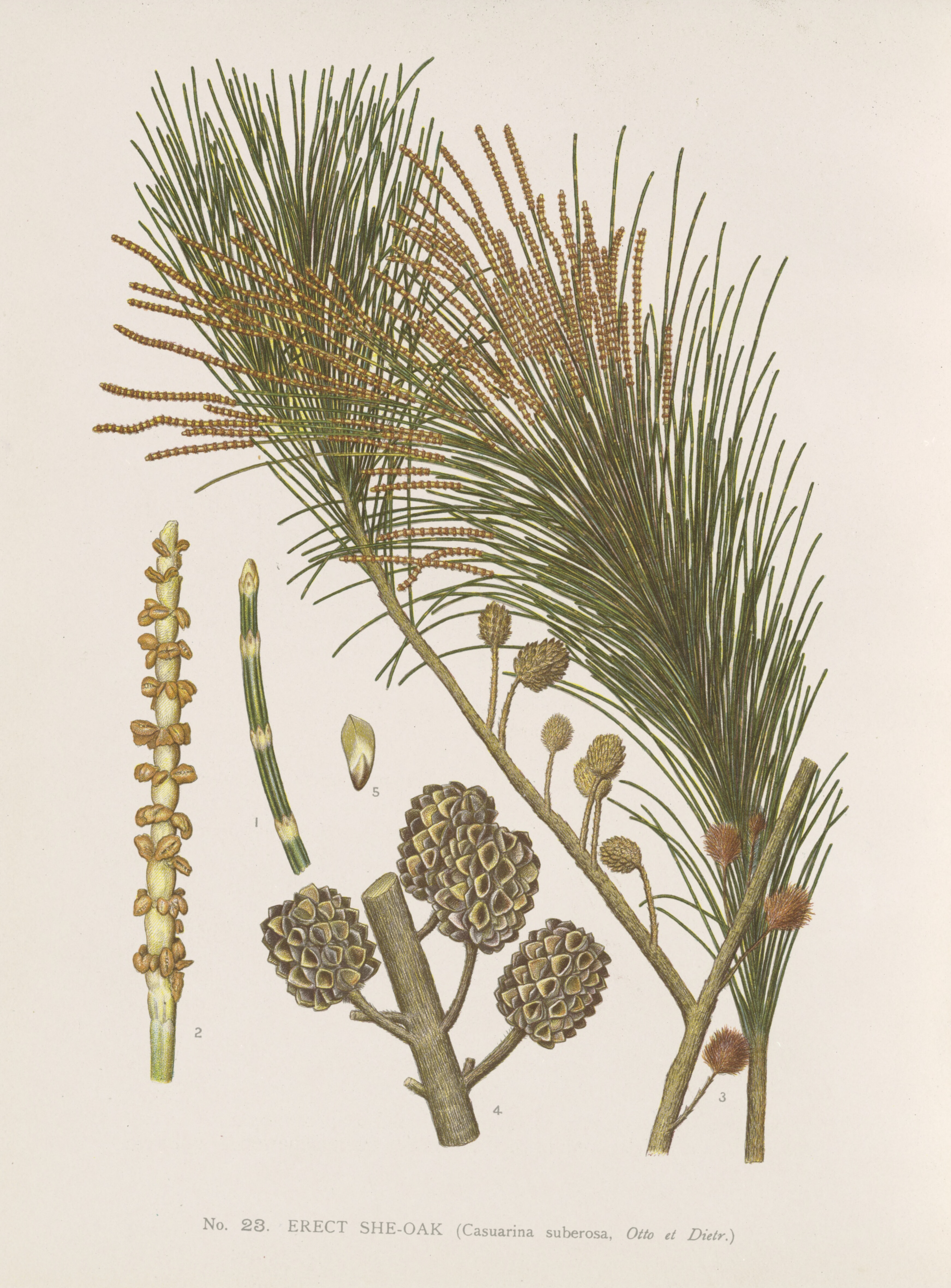
Planche botanique.
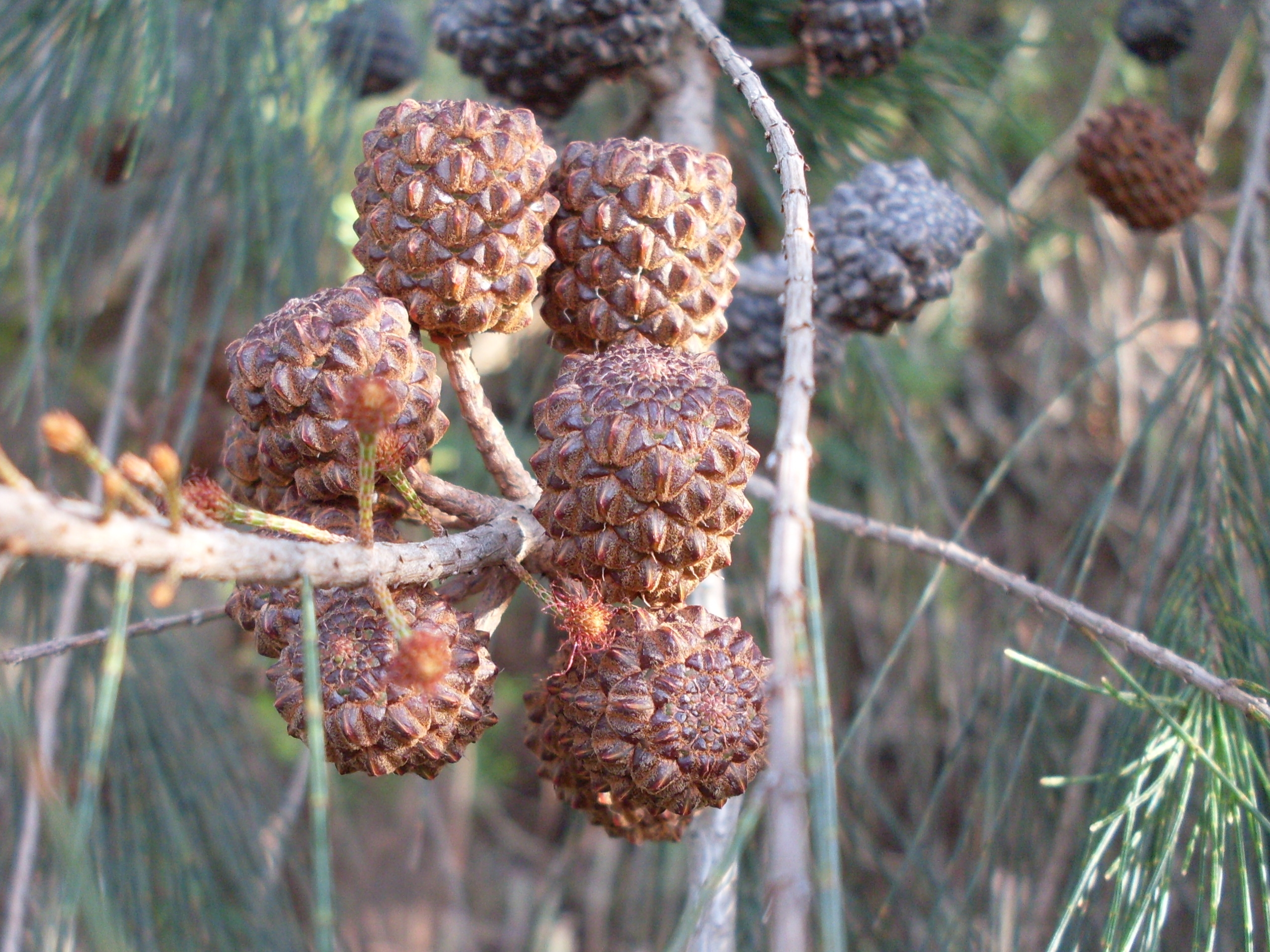
Fruits.